# Йонатан Роммельманн
Йонатан Роммельманн (нім. Jonathan Rommelmann, нар. 18 грудня 1994) — німецький веслувальник, срібний призер Олімпійських ігор 2020 року, чемпіон Європи.

## Виступи на Олімпіадах
| Олімпіада  | Дисципліна               | Місце |
| ---------- | ------------------------ | ----- |
| Токіо 2020 | парні двійки, легка вага | 2     |

## Зовнішні посилання
- Йонатан Роммельманн на сайті FISA.

1. 1 2  Jonathan Rommelmann